# Buforrestia candolleana
Buforrestia candolleana är en himmelsblomsväxtart som beskrevs av Charles Baron Clarke. Buforrestia candolleana ingår i släktet Buforrestia och familjen himmelsblomsväxter. Inga underarter finns listade.